# Geografia kultury
Geografia kultury – dział geografii społeczno-ekonomicznej zajmujący się związkami pomiędzy kulturą a przestrzenią.
Można wyróżnić poddziały geografii kultury:
- geografia religii
- geografia języka (geolingwistyka)
- przekaz wzorców i wartości kulturowych